# Тайбби, Мэтт

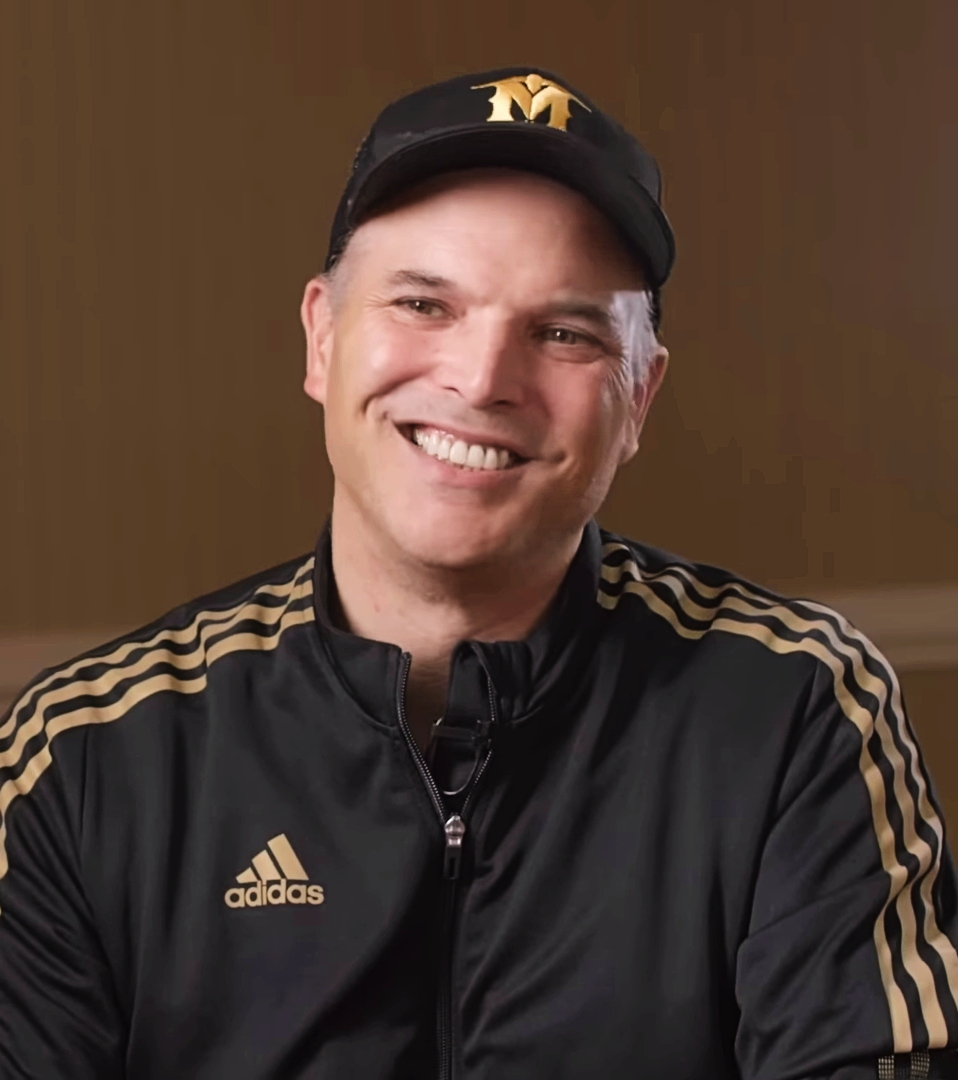
Мэттью «Мэтт» Тайбби в 2023 году

Мэттью «Мэтт» Тайбби (англ. Matthew C. Taibbi; род. 2 марта 1970, Нью-Брансуик, Нью-Джерси, США) — американский журналист и политический обозреватель. Быший автор в Rolling Stone, его авторская колонка называлась Road Rage («Дорожный гнев») для печатной версии издания и дополнительно он вёл еженедельную колонку «The Low Post» исключительно в сети. Мэтт являлся редактором в трёх таблойдах специализирующиеся на «сенсациях», в российском «Exile», американских «The New York Press» и «The Beast», затем был постоянным сотрудником «Real Time» c Биллом Махером.
Детство Тайбби прошло на окраине Бостона, посещал Concord Academy и Bard College в Annandale on Hudson, штат Нью-Йорк. Позже Мэтт поехал в Россию, год проучился в Ленинградском Государственном Техническом Университете, а потом проработал несколько лет в различных российских таблойдах. Его отец Майк Табби является телевизионным репортером NBC.

## Карьера
В 1992 году Тайбби переезжает в Узбекистан, но спустя шесть месяцев принудительно покинул страну после критической статьи о президенте Исламе Каримове. Впоследствии Тайби работал в «The Moscow Times» спортивным редактором. Перед переездом в Россию он работал профессиональным спортсменом и корреспондентом в Монгольском Национальном информационном агентстве.
Когда он играл в профессиональный баскетбол в Улан-Баторе, подхватил серьёзную форму воспаления легких и вернулся в Бостон для лечения. После выздоровления, с семьей он возвращается в Россию и становится редактором иностранной газеты «Living Here». В это время (1997 год) он объединяется с Марком Эймсом для соредактирования скандального, англоязычного, московского таблойда «The eXile», которая выходила каждые две недели. Об этом опыте Тайбби сказал: «Мы были на дежурстве американского закона о клевете и мы были в ситуации, где мы не были реально ответственны за наших рекламодателей. Мы имели тотальную свободу».
В 2002 году Тайбби вернулся в Соединенные Штаты для того, чтобы начать выпускать сатирический журнал «The Beast», выходящий раз в две недели в Баффало, штат Нью-Йорк. В конченом счете, однако, он лишился газеты, которая продолжила существование без него: «Заниматься бизнесом и писать — это слишком много» — заключил позже Тайбби.
Далее он работал как фрилансер: писал для «The Nation», «Playboy», «New York Press» (регулярно вел политическую колонку в течение более чем двух лет), Rolling Stone, New York Sports Express (где он был редактором «на свободе») и для других изданий. «Для меня это было неудачей в карьерном плане. Я хотел быть писателем-романистом», — он сообщил на лекции в Нью-Йоркском университете.
Тайбби покинул «New York Press» в августе 2005 года, вскоре после того, как его редактор Джеф Коен был вынужден покинуть издание из-за провокационной статьи Тайбби О Папе Римском Иоанне Павле Втором. «Я часто понимал, что там мне не будет возможности остаться в любом случае», — позже писал Тайбби.
Тайбби пошел работать исполнительным (? Contributing editor) редактором в издание «Rolling Stone», заключая полные статьи, как о государственных, так и о международных событиях, а также ведущим еженедельной политической колонки, которая называется «The Low Post» для интернет-сайта журнала. Тайбби продолжает писать для «Rolling Stone», но он перестал вести онлайн-колонку. Последняя онлайн-колонка называлась «Год крысы» («Year of the Rat»), в которой подразумевался сезон выборов 2008 года.
В настоящее время Тайбби работает специальным корреспондентом «Real Time» с Биллом Махером, он освещал политические события кампании по выбору президента 2008 года.
В 2008 году он стал победителем престижной премии «National Magazine Award» в категории «Обзор постоянного комментатора в газете» за его работу в «Rolling Stone».

## Спортивная журналистка
Тайбби также писал в колонку «The Sports Blotter» для свободной еженедельной газеты «Boston Phoenix». Колонка содержала краткое описание арестов, гражданских тяжб и криминальных судебных процессов, в которых говорилось о профессиональных спортсменах.

## Полемика
В марте 2005 года Тайбби пишет колонку для «NY Press», озаглавленную «52 самых смешных вещей о приближающейся смерти Папы». Колонка была осуждена сенатором Хиллари Клинтон, мэром Нью-Йорка Майклом Блумбергом и многими другими, включая конгрессмена Энтони Вэйнера, который предложил, чтобы ньюйоркцы вырвали эти колонки из своих журналов и сожгли. В более поздней колонке «Содержание Папы живым», Тайбби защищал спорный отрезок, как «импровизированную, шуточную, безвкусную шутку», которая, как он сказал, была создана, чтобы дать читателям перерыв после продолжительного периода «сверкающих политических эссе» в его колонке. Тайбби заявил, что его материал был протестом против «мучительного марафона автоматической печали и лести в СМИ, который так неизбежно проходил после выбора каждого святого лидера или знаменитости». В этом же материале Тайбби согласился с тем, что колонка была «написана в часы лунного убывания и затуманенности».